# 絮菊
絮菊（学名：Filago arvensis）为菊科絮菊属下的一个种。

## 扩展阅读
- 維基物種上的相關：絮菊